# Huwynsbossen

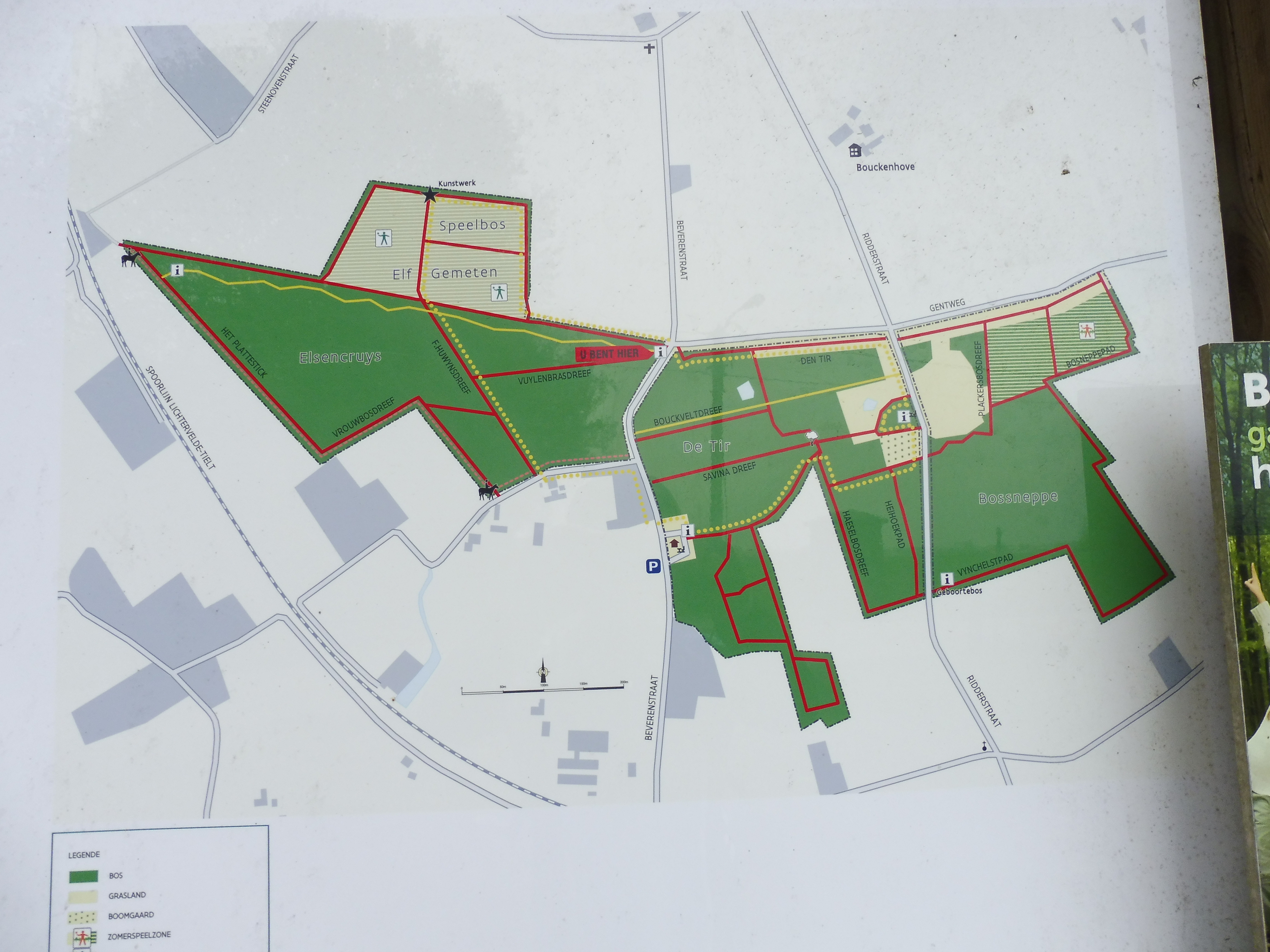

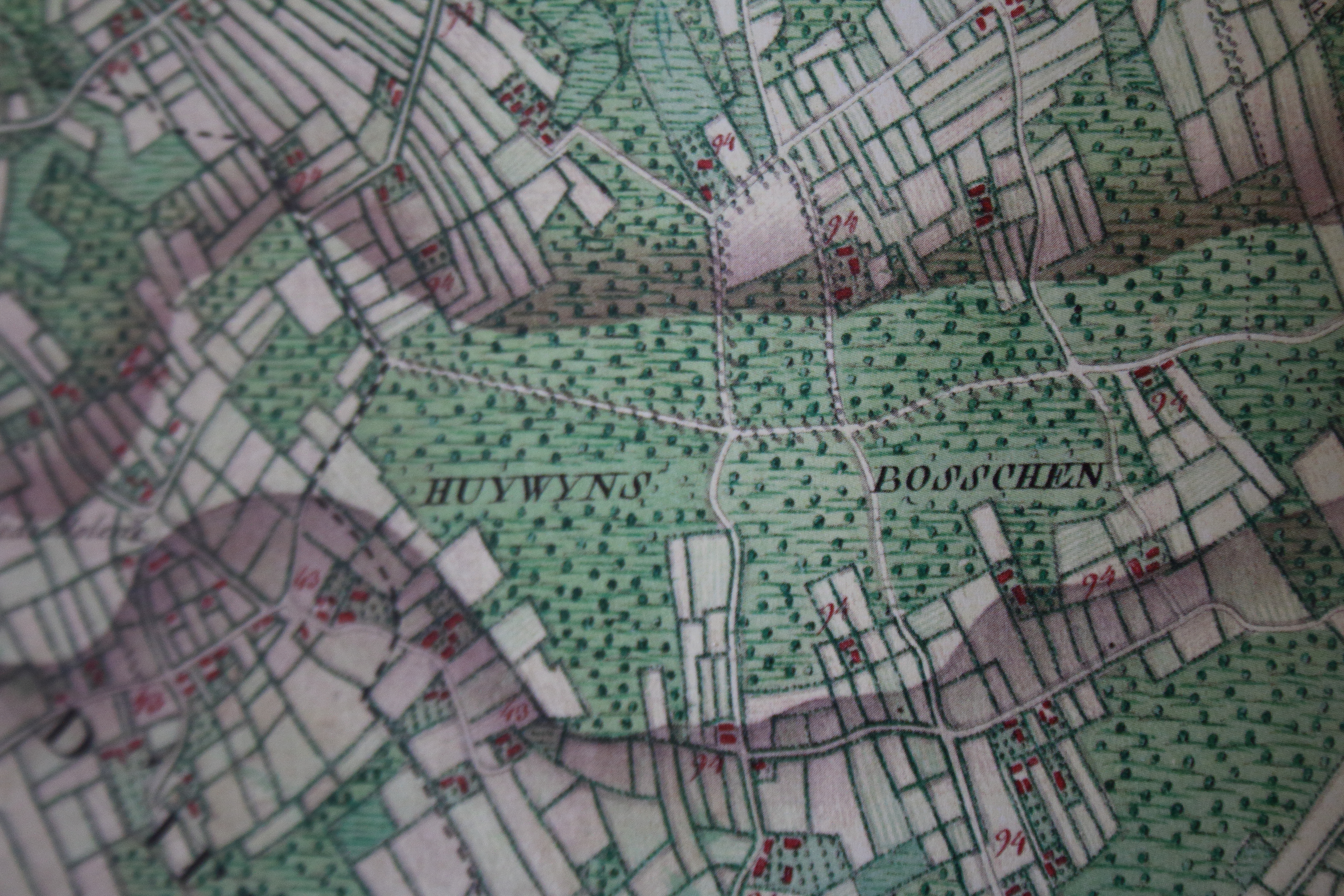
Huwynsbossen op de Ferrariskaart

De Huwynsbossen zijn een domeinbos van 33 hectare en ligt op een 49 meter hoge heuvelkam die IJzerbekken en Scheldebekken scheidt. Het bos ligt in de West-Vlaamse gemeente Lichtervelde.
Het jonge bos geeft een panorama over de Vlaamse zandstreek en het Houtland. Het is permanent open en voorzien van parking, picknickplek, halte van de belbus, een wandelpad en een mountainbikeroute, vogeltrektelpost "Heihoek", een speelbos en ruiterpad.

## Geschiedenis[1]

### Naam
Op de kaarten van Ferraris werden de bossen reeds aangeduid als de Huwynsbossen. Dit omdat François Huwyn eigenaar was van verschillende gronden en bossen in de regio. De plaats werd ook als "Heihoek", wegens de schrale vegatie en "Bouckenhove", verbastering van beukhof, genoemd.

### Bossen
De oorspronkelijke bossen strekten zich uit van Lichtervelde tot aan de rand van Roeselare. Gedurende de 10de eeuw werd er veel gekapt om weides en akkergrond te maken. In de 19de eeuw werden alle bossen gekapt tenzij de grond nutteloos was voor de landbouw. Ook deze resterende bossen sneuvelden gedurende de Eerste Wereldoorlog en de Tweede Wereldoorlog.
In Lichtervelde was nog een houtwal aanwezig waaromheen men vanaf de jaren '90 van de 20e eeuw gronden kocht en herbeboste. Het bos is momenteel eigendom van het Agentschap voor Natuur en Bos (ANB).

## Fauna en Flora

### Fauna
- vogels - tjiftjaf, winterkoning, koolmees, pimpelmees, roodborsttapuit, patrijs, sperwer, Fazant, Groenling, Zwarte kraai, Ekster, Merel, Roodborstje, Spreeuw, Boerenzwaluw, Kieviet, Wilde eend, Torenvalk, Zilvermeeuw, Kokmeeuw, Koekoek, Tuinfluiter, Zwartkop, Grasmus, Boomvalk, buizerd en ransuil
- zoogdieren - vos, wezel, hermelijn, konijn, haas, veldspitsmuis en rosse woelmuis
- amfibieën - Bruine pad, Bruine kikker, Groene kikker, Kleine Watersalamander en Alpenwatersalamander
- ongewervelden - Zwervende pantserjuffer, Tijgerspin, Koninginnepage, oranje luzernevlinder, groot koolwitje, distelvlinder, Elzenhaan, Lieveheersbeestje, Bloedcicade, Morgenrood, Kleine vos, Groot geaderd witje, Bruin zandoogje, Gehakkelde aurelia, landkaartje, atalanta, Dagpauwoog en het oranjetipje

### Flora
adelaarsvaren, valse salie, veelbloemige salomonszegel, echte guldenroede, Spaanse aak, Gewone esdoorn, Zwarte els, Zachte berk, Tamme kastanje, Hazelaar, Eénstijlige meidoorn, Brem, Wilde kardinaalsmuts, Beuk, Sporkehout, Es, Klimop, Hulst, Wilde Kamperfoelie, Ratelpopulier, Canada populier, Witte Abeel, Zoete Kers, Sleedoorn, Zomereik, Hondsroos, Egelantier, Gewone Braam, Schietwilg, Gewone vlier, Wilde lijsterbes, Gelderse roos, Melganzenvoet, Grote klaproos, Witte dovenetel, Gevlekte dovenetel, Grote brandnetel, Kleine brandnetel, Engels raaigras, Gewone rolklaver, Grote wederik, Groot kaasjeskruid, Tuinbingelkruid, Pijpenstrootje, Vergeet-mij-nietje, Perzikkruid, Zilverschoon, Echte koekoeksbloem, Dagkoekoeksbloem, Duizendblad, Bijvoet, Knoopkruid, Zwart knoopkruid, leverkruid, Dwergviltkruid, Schermhavikskruid, Margriet, Schijfkamille, Echte kamille, Guldenroede, Gewone melkdistel, Boerenwormkruid, Melde, Liggend hertshooi, Fraai hertshooi, Veelbloemige salomonszegel, Bosandoorn, Valse salie, Muskuskruid, Bitterzoet, Tormentil, Nagelkruid, Fluitenkruid, Slanke sleutelbloem, Scherpeboterbloem, Gewoon speenkruid, Kruipende boterbloem, Adelaarsvaren, Vleugeltjesbloem, Grote weegbree, Smalle weegbree, Pitrus, Gele lis, Gewone berenklauw, Hondsdraf, Geel walstro, Gewone hennepnetel, Harig wilgenroosje, Kropaar, Peen, Akkerdistel en Akkerwinde.

### Zwammen
Berkenzwam, Zwavelkopje, Oranje druppelzwam, Oranje aderzwam, Geweizwam, Fluweelpootje